# 145. strelska divizija (ZSSR)
145. strelska divizija (izvirno rusko 145. стрелковая дивизия; kratica 145. SD) je bila strelska divizija Rdeče armade v času druge svetovne vojne.

## Zgodovina
Divizija je bila ustanovljena leta 1941 v Belgorodu in bila uničena avgusta 1941 v Roslavlu. Ponovno je bila ustanovljena januarja 1942 v Balačni.